# Coppa Intercontinentale 1969 (calcio)
La Coppa Intercontinentale 1969 fu la 10ª edizione della competizione in palio tra le squadre campioni d'Europa e del Sudamerica in carica.
Fu vinto per la prima volta dal Milan, terza volta assoluta per un club italiano.

## Avvenimenti
Questa specifica edizione della Coppa è ricordata per i gravi avvenimenti verificatisi durante la gara di ritorno che coinvolsero la squadra rossonera e in particolar modo il giocatore franco-argentino Nestor Combin, che, insieme a Angelo Sormani, fu l'autore delle marcature che diedero al Milan la vittoria nella gara d'andata contro gli argentini dell'Estudiantes per 3-0. In Argentina era considerato un traditore per aver scelto la nazionalità francese e tra le altre cose era anche considerato un disertore per non aver prestato servizio militare. Pur essendo la squadra argentina di La Plata (un centro piccolo, che faceva dell'Estudiantes un fenomeno dell'epoca), si decise di giocare il ritorno a Buenos Aires nello stadio del Boca Juniors.

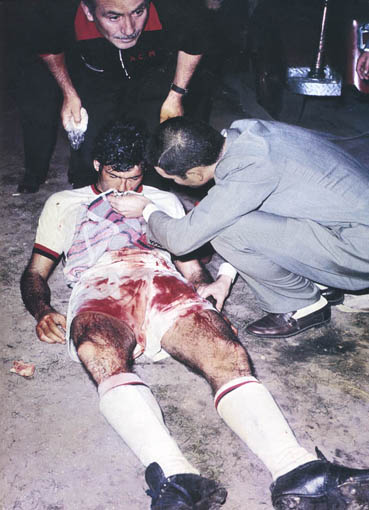
Combin a terra, sanguinante, dopo essere stato pesantemente aggredito dagli avversari nella partita di ritorno.

L'ex giocatore rossonero Giovanni Lodetti ha raccontato in un'intervista diversi avvenimenti che contraddistinsero quella serata e la successiva sorte che toccò a Combin. Secondo Lodetti, infatti, i giocatori del Milan al loro ingresso in campo ricevettero addosso del caffè bollente; successivamente, durante le foto di rito vennero presi a pallonate dai giocatori avversari, e ancora la partita e il dopo partita si trasformarono in un'autentica caccia all'uomo. Combin a fine dell'incontro uscì dal campo con naso e zigomo fratturati, altri giocatori del Milan si lamentarono poi di aver ricevuto altri colpi proibiti dagli avversari.
Il ritorno, dopo il gol di Gianni Rivera nel primo tempo, si concluse 2-1 per gli argentini ma la coppa la conquistarono i rossoneri.
Combin venne prelevato negli spogliatoi e condotto in questura per diserzione; fu rilasciato 12 ore più tardi (grazie anche all'energico intervento dell'allora presidente rossonero Carraro) e solo dopo aver dimostrato di aver regolarmente svolto il servizio militare in Francia. Rocco e i compagni si rifiutarono di partire sino all'arrivo dell'attaccante.
Diversi giocatori della squadra argentina vennero denunciati all'autorità sportiva e subirono pesanti squalifiche: il portiere Poletti, considerato uno dei più violenti, fu radiato dalla federcalcio argentina (successivamente la radiazione fu revocata) mentre Aguirre Suárez e Manera furono squalificati il primo per 30 partite di campionato e 5 anni di attività internazionale e il secondo per 20 giornate e 3 anni. I tre furono anche arrestati e scontarono 30 giorni di reclusione.
Nel 2017, la FIFA ha equiparato i titoli della Coppa del mondo per club e della Coppa Intercontinentale, riconoscendo a posteriori anche i vincitori dell'Intercontinentale come detentori del titolo ufficiale di "campione del mondo FIFA", inizialmente attribuito soltanto ai vincitori della Coppa del mondo per club.

## Tabellini

### Andata
| Arbitro: | Machin |

| |            | |
| Sormani 8’, 71’ Combin 45’ | Marcatori  | |
| · Cudicini · Malatrasi · Anquilletti · Rosato · Schnellinger · Lodetti · Rivera · Fogli · Sormani · 65’ Combin · Prati · Sostituzioni: · 65’ Rognoni | Formazioni | · Poletti · Aguirre Suárez · Madero · Malbernat · Togneri · Medina · Bilardo · Echecopar 60’ · Conigliaro · Flores · Verón · Sostituzioni: · Ribaudo 60’ |
| Rocco | Allenatori | Zubeldía |

### Ritorno
| Arbitro: | Massaro |

| |            | |
| Conigliaro 43’ Aguirre Suárez 44’ | Marcatori  | 30’ Rivera |
| · Poletti · 85’ Manera · Malbernat · 61’ Aguirre Suárez · Madero · Togneri · Conigliaro · 54’ Bilardo · Taverna · Romeo · Verón · Sostituzioni: · 54’ Echecopar | Formazioni | · Cudicini · Anquilletti · Schnellinger · Rosato · Malatrasi 54’ · Fogli · Sormani · Lodetti · Combin · Rivera · Prati 37’ · Sostituzioni: · Rognoni 37’ · Maldera 54’ |
| Zubeldía | Allenatori | Rocco |